# Valentina Savić
Valentina Savić (Prizren, 1970) srpska je vizuelna je umetnica. Ona se bavi keramikom u vidu instalacija, skulptura i site-specific radova. U protekloj deceniji njeni radovi bili su izloženi u Muzeju Primenjenih umetnosti u Beogradu, Narodnom Muzeju u Aranđelovcu, Narodnom Muzeju Slovenije, Muzeju Keramike Vestervald u Nemačkoj, Muzeju Keramike Manises u Španiji, Kulturnim centrima u Srbiji, Hrvatskoj, Grčkoj, Belgiji, Austriji, Argentini, Novom Zelandu, i mnogobrojnim galerijama.

## Obrazovanje
Rođena je 1. oktobra 1970. godine u Prizrenu. Diplomirala je 1998. godine na Fakultetu Primenjenih Umetnosti u Beogradu, odsek Keramika. Od 1998 - 2000. godine je bila stipendista Grčke Vlade, za specijalizaciju na Fakultetu Lepih umetnosti u Atini - odsek vajarstva. Završila je 2007. godine postdplomske studije, na Fakultetu primenjenih umetnosti - odsek keramička skulptura.
Član je ULUPUDS-a i samostalni je umetnik od 1999. godine. Živi i radi u Beogradu.

## Samostalne izložbe
- 2014. „Izvršni odbor“ Galerija Stara kapetanija, Zemun[2]
- 2011. „Porcelan“ Kulturni centar Maalbek, Brisel, Belgija
- 2009.  Trijenale keramike. Autorska izložba Biljane Vukotić, izložba tri umetnice: Larisa Ackov, Valentina Savić i Evgenija Portnoj Kostić, Dom Omladine, Beograd
- 2008. „Poetika socijalizacije“ izložba crteža , Galerija Singidunum, Beograd
- 2007. „Savremeni ornament i keramika“ magistarska izlozba, Distrikt galerija, MPU, Beograd
- 2006. „Keramika“ sa Lanom Tikvešom i Natalijom Banjac, Likovni Salon Doma Kulture, Čačak
- 2005. „Homo Balcanicus“ Mala galerija ULUPUDS-a, Beograd

„Poetika Prostora“, Galerija Stara Kapetanija, Zemun
„Human Resources“ sa Lanom Tikvešom i Natalijom Banjac- Mali likovni salon, Novi sad
- 2003. „DAR“ Galerija Singidunum, Beograd
- 1999. „Raku“sa Slađanom Danojević- Mala galerija ULUPUDS-a, Beograd

## Kolektivne izložbe (izbor)
- 2015.

, - Šlesvig Holštajn, Nemačka
- 2014.

13. Westerwaldpreis 2014 – Keramik Europas, Westerwald Museum, Hohrgrenzhausen, Nemačka
Međunarodna izložba minijatura, Majdanpek, Srbija
- 2013.

14 Trijenale Keramike, Muzej primenjene umetnosti Beograd, Subotica,
3. Internacionalni Simpozijum, Golcuk, Turska
Figura- Skulptura u keramici, Muzej keramike Vestervald, Nemačka
- 2012.

Umetnikca, Muzej Primenjene umetnosti, Beograd
- 2011.

, , Usak, Turka
, 07 , Kapfenberg, Austrija
 Biennal Internacional de Ceramica, Manises, Španija
16. bijenale keramike Beograd 2011.
U svetu keramike, Narodni muzej Arandjelovac, Muzej primenjene umetnosti Beograd
- 2010.

, , Valensija, Španija
Medjunarodna izložba „Žene Slikari“ Majdanpek,
, Belef, Beograd
Retrospektivna izložba Svet keramike, Galerija RTS, Beograd
- 2009.

12. , Nemačka
13. Trijenale keramike, Muzej primenjene umetnosti, Beograd
Svet keramike, Narodni muzej Arandjelovac
UNICUM, I Medjunarodno trijenale Keramike, Nacionalni muzej, Ljubljana, Slovenija
15. Bijenale keramike Beograd, Kuća Legata, Beograd
- 2007.

14. bijenale keramike Beograd, Superspace galerija, Beograd
Cipela, Galerija OZON, Beograd
- 2006.

“” sa Marijom K., Galerija Singidunum
12. Trijenale keramike, Muzej primenjenih umetnosti, Beograd
Galerija Bepo Benković, Herceg Novi, Crna Gora
- 2005.

 , Buenos Aires, Argentina
8. Međunarodni bijenale umetnosti minijature, Gornji Milanovac, Srbija
 međunarodno bijenale minijatura, Nikšić, Crna gora
Bijenale keramike Beograd, Galerija Progres, Beograd
- 2004.

Retrospektiva keramike - keramičkog odseka FPU
Muzej primenjenih umetnosti, Beograd,
- 2003.

“” Nebul, Tunis
- 2002.

“” , Atina, Grčka
43. Oktobarski salon , Galerija Progres, Beograd
- 2001.

Bijenale keramike, Kulturni Centar Beograd,
42 Oktobarski salon, Kulturni centar Beograd
- 2000.

 internacionalno trijenale keramike ŠOLJA 2000, Muzej primenjenih umetnosti Beograd
- 1999.

“” , Atina, Grčka
Trijenale keramike Subotica, Beograd,
- 1998.

, Okland, Novi Zeland
 Internationalni festival ”Svet keramike”, Arandjelovac
“ Internationalna kolonija umetničke keramike – ZLAKUSA 98”, Gradska galerija Užice
- 1997.

10. Bijenale Keramike, Galerija Doma vojske, Beograd
- 1996.

 internacionalno trijenale keramike - Šolja 1996, Kulturni centar, Beograd

## Simpozijumi, Projekti, Kolonije, Žiriji
- 2015.

Član međunarodnog žirija na UNICUM -Keramika danas, Narodni Muzej Slovenije, Ljubljana Slovenija
Selektor simpozijuma “Svet keramike” Smotre umetnosti Mermer i Zvuci , Arandjelovac
Član Žirija za dodelu nagrada, Majska Izložba, Kuća Kralja Petra, Beograd
- 2014.

MajdanArt 2014 – umetnička radionica, Majdanpek
Selektor simpozijuma “Svet keramike” Smotre Umetnosti “Mermer i zvuci” Aranđelovac
- 2013.

3.Internacionalni simpozijum keramike - Golčuk, Turska
- 2012.

Mixer design food 1-2
Teratorija, Belef, Tera, Kikinda, Beograd
- 2011

Body related object, KC Grad, Beograd
Priča O, Kreativne likovne radionice, UG Stara Kapetanija, Beograd
- 2010.

Valensija Design Week, Valensija, Španija
Art is Art- Everithing Else is Everything Else, Bitef teatar, Beograd
Priča O, Kreativne likovne radionice, UG Stara Kapetanija, Beograd
- 2009.

Terratorija, Belef, kolonija keramike, Tera, Kikinda,
Svet keramike, Arandjelovac
Erotika i sex u keramici, predavanje, Bijenale keramike, Beograd
- 2008.

Treća Kolonija keramike Dragačevska Terakota
Terratorija, Belef, kolonija keramike , Tera, Kikinda
Kolonija keramike Igalo Spa Centar, Igalo, Crna Gora
Slikarska kolonija,”Zoran Matić” Tara
- 2005 - 1998.

Priručnik za auto afirmaciju u post-post-modernizmu “How To Became Most Famous Artist In The World” sa Marijom K. Slikarska kolonija, Vrnjačka banja
Projekat strukturalno molekularne revitalizacije Perućkog jezera land-art instalacija, Tara
 Kolonija Umetničke Keramike “JESEN U ZLAKUSI” Zlakusa
 Medjunarodni simpozijum keramike, Nebul, Tunis
Kostas Tarkasis Studio Workshop 1999-2000 Atina, Grčka
 medjunarodna kolonija umetničke keramike, Zlakusa
Međunarodna kolonija „Svet keramike“, Arandjelovac

## Kolekcije
Njeni radovi se nalaze u sledećim kolekcijama:
- Muzej Primenjene Umetnosti, Beograd
- Narodni Muzej Arandjelovac
- Skupstina grada Beograda, Beograd
- Gradska Galerija Pirej, Pirej, Grčka
- Ambasada Srbije Atina, Grčka
- Kolekcija grada Nebula, Tunis
- Kolekcija Artarea, Hrvatska
- Kolekcija umetnicke kolonije Zlakusa, Užice
- Kolekcija Umetnicke kolonije Zoran Matić, Tara
- Opština Stari Grad, Beograd
- Zepter Kolekcija
- Teratorija, Belef, Tera, Kikinda

## Nagrade i priznanja
- 2014. Glavna nagrada za keramiku na Medjunarodnooj izložbi minijature- Majdanpek, Srbija
- 2013. Otkupna nagrada Muzeja Primenjene umetnosti na 14. Trijenalu keramike, Beograd, Subotica
- 2009.  nagrada na I internacionalnom trijenalu keramike UNICUM, Nacionalni muzej, Ljubljana, Slovenija

II nagrada na Bijenalu keramike Beograd, Kuća legata, Beograd
Plaketa Ulupudsa za ostvarene rezultate u 2008 god.
- 2008.  nagrada na „ Henkel Rice Dry Art Award“ New Moment galerija, Beograd
- 2006. Plaketa Ulupuds za za ostvarene rezultate u 2005 god. Beograd, Srbija
- 2005. Otkupna nagrada Sekretarijata za kulturu grada Beograda, Srbija
- 2004. Plaketa ULUPUDS-a za ostvarenja u 2004 godini , Beograd, Jugoslavija
- 2003. Počasna diploma na Drugom Internacionalnom Simpozijumu Keramike, Naebul, Tunis
- 2002. Počasna diploma »Vaza za Cvijeće« međunarodna izložba, Ivanić Grad, Hrvatska
- 2001. Glavna nagrada, Bijenale keramike Beograd, Galerija KCB, Beograd
- 1996.  nagrada na I internacionalnom Trijenalu keramike“Šolja 96“ Galerija KCB, Beograd, Jugoslavija

## Galerija radova (izbor)
-Chair - Interior accessoires serija 2008, porcelan, metal, 20 x30x045 cm / Muzej keramike, Vestervald, Horgrenzhauzen, Nemačka
-Wings of Desire 2011, porcelan /engoba / transparentna glazura/ štampa na foreksu 180 x 80 x 35 cm / Bijenale keramike Manisses, Španija /Bijenale keramike Beograd, 2011/ Umetnikca 2012-3 Muzej primenjene umetnosti
- Valentina Savić lično
- MLEKO 2009./kamenina/drvo/300 x 50x 50 cm/Trijenale keramike/Dom omladine/2009. Bijenale keramike/Kuca Legata/ 2009-2010/II nagrada
-Powder tractate 2010. kamenina/transparentna glazura/ staklo/puder 100 x 25 x 35 cm /7. Internacionalno bienale keramike, Kapfenberg, Austrija, Umetnikca, Muzej primenjene umetnosti
- 2013. liveni porcelan, plavo i belo (blue and white tehnika) 60 x 30 x 28 cm
- Izvršni odbor- samostalna izložba 2014 + Efekat moralnog čišćenja, performans
- Royalty 2013. liveni bojeni porcelan, transparentna glazura 30 x 140 x 90 cm Muzej Keramike Vestervald, Nemačka
- Večera kod Bunjuela 2013. 400 x 55 x 70 cm/14. Trijenale keramike, Muzej Primenjene umetnosti Beograd, Subotica - otkupna nagrada Muzeja primenjene umetnosti

## Literatura
- Umetnikca – nove teme i ideje Srpska keramika posle 2000. – Biljana Vukotić
- „Cipela“ 39. Majska izložba - Maja Škaljac Stanošević
- „  Medjunarodna kolonija umetničke keramike „Zlakusa 98“ - Mirjana Vajdić Bajić
- „36 Simpozijum - Svet keramike – Ljubica Ranković
- Trijenale savremene umetničke keramike – Biljana Vukotić
- 15. Bijenale keramike - Maja Škaljac Stanošević
- 1998.
- Poetika prostora, Stara kapetanija 2005 - Ljiljana Joksimović
- 2. Medjunarodni trijenale keramike – Šolja 2000.
- 16. Bijenale keramike, 2011. - maja Škaljac Stanošević
- Braart- Belef 2010-Ljubica Jelisavac Katić
- U svetu keramike - 2011. - Tanja Vićentić
- Enterijer br 38. - jul 2007. - Izložba Cipela
- Evropa br 155. - 29 mart 2007. - Brod kao neformalni izložbeni prostor - Pravo ili lažno
- 1996. - Biba Marković

## Spoljašnje veze
- Valentina Savić-blogspot